# Jordi Arbonès i Montull
Jordi Arbonès i Montull (Barcelona, 17 juliol 1929 - Buenos Aires, 6 octubre 2001) fou un escriptor i traductor català, conegut sobretot per haver versionat en català els clàssics anglesos.
El seu primer contacte amb el món de la cultura va ser com a actor de teatre. El 1956 se'n va anar a estudiar a Anglaterra i, aquell mateix any, es casa i es trasllada a l'Argentina, país on fixa la residència. Allí s'integraria en el Casal Català i promouria representacions de teatre català, entre altres manifestacions culturals de la seva terra d'origen. Va ser cofundador d'Obra Cultural Catalana (1966) i va col·laborar a les revistes Catalunya i Ressorgiment. Va concebre el projecte de guanyar-se la vida, en la mesura que fos possible, servint-se de la llengua catalana. Per això, des de la distància, va lliurar-se a la traducció sense treva.
Com a traductor, destaca per haver traduït una llarguíssima llista d'autors anglesos i nord-americans. Per exemple, ha firmat versions d'autors com Edward Albee, Jane Austen, Saul Bellow, Karen Blixen, Paul Bowles, les germanes Brontë, Edward Morgan Forster, Anthony Burgess, Raymond Chandler, Agatha Christie, Charles Dickens, Gerald Durrell, William Faulkner, Ernest Hemingway, Henry James, Rudyard Kipling, John Le Carré, Arthur Miller, Vladimir Nabokov, Tolkien i Gore Vidal entre d'altres.
La seva tasca de traductor s'ha vist reconeguda amb diversos premis i reconeixements. En especial, el Premi Nacional de Traducció (1991-1993), que atorga la Institució de les Lletres Catalanes, per la traducció d'Una història de dues ciutats de Charles Dickens. El maig de 2003 la Universitat Autònoma de Barcelona va crear a guisa de reconeixement la Càtedra Jordi Arbonès de Traducció.
Com a escriptor, va cultivar la poesia i, especialment, l'assaig.

## Fons personal
El maig de 2003, la família de Jordi Arbonès va donar el seu fons personal a la Facultat de Traducció i d'Interpretació de la Universitat Autònoma de Barcelona. Poc després es va constituir la Càtedra Jordi Arbonès, encarregada de preservar, estudiar i difondre el seu llegat.
El fons personal de Jordi Arbonès es conserva actualment a la Biblioteca d'Humanitats de la UAB. Reuneix traduccions i obres pròpies, a més d’una biblioteca amb exemplars dedicats, primeres edicions i llibres antics. Inclou també manuscrits inèdits de narrativa, poesia, assaig i traduccions, així com una extensa correspondència amb figures destacades de la cultura catalana. El fons es completa amb un valuós recull de premsa, format per articles, entrevistes i crítiques de gran interès.

## Obra

### Poesia
- 1966 Clam

### Narrativa breu
- 1976 "Tant se val tot... o no"

### Assaig
- El teatre català a Buenos Aires
- 1966 Salvat Papasseit: l'home i el poeta
- 1973 El teatre català de postguerra
- 1975 Els "Anònims" de Manuel de Pedrolo
- 1980 Pedrolo contra els límits

### Traduccions
- L'abadia de Northanger

### Epistolaris
- Epistolari Jordi Arbonès & Manuel de Pedrolo. Edició a cura de M. Elena Carné, 2011.
- Epistolari Jordi Arbonès & Albert Manent. Edició a cura de Ramon Farrés, 2011.
- Epistolari Jordi Arbonès & Matthew Tree. Edició a cura de Josefina Caball, 2013.
- Epistolari Jordi Arbonès & Joaquim Carbó. Edició a cura de Montserrat Bacardí, 2014.[7]
- Epistolari Jordi Arbonès & Francesc Parcerisas. Edició a cura de Jordi Mas López, 2016.
- Epistolari Jordi Arbonès & Antoni Clapés. Edició a cura de Pep Sanz Datzira, 2017.[8]